# میشا و مارگو گوستانیان
میشا گوستانیان (ارمنی: Կոստանյան թատերախումբ) کارگردانان تئاتر اهل ارمنستان-ایران بودند. 

## زندگی‌نامه
میشا در سال ۱۸۸۹ میلادی (۱۲۶۸ خورشیدی) در شهر تفلیس به دنیا آمد. مارگو گوستانیان در سال ۱۸۸۷ میلادی (۱۲۶۶ خورشیدی) به دنیا آمد.
میشا فعالیت تئاتری خویش را در قفقاز آغاز نمود و سپس در سال ۱۹۱۸ (۱۲۹۷) به ایران آمد و تا پایان عمر به فعالیت در شهرهای مختلف ایران پرداخت. وی به همراه همسرش خویش مارگو گوستانیان نمایش‌های بسیاری در شهرهای مختلف ایران و همچنین بیروت، پاریس، لندن، مصر، یونان، رومانی و هند به روی صحنه آورده است. مارگو نیز همچون شوهرش فعالیت هنری خویش را در قفقاز آغاز نمود و سپس از سال ۱۹۲۴ (۱۳۰۳) ساکن ایران گردید.
گوستانیان نیز در سال ۱۹۳۳ (۱۳۱۲) نمایشنامه‌های «ملکه قلعه مخروب» نوشته لوون شانت، «خانواده جنایتکار» نوشته جیاکومتی و «اپرت سیلوا چارداش» را بر صحنه آورد.
زوج گوستانیان تعدادی نمایشنامه از جمله نمایشنامه‌های «زن مجهول»، «اتللو»، «عروسی کدخدا احمد» را به زبان فارسی در تالار سیرک تهران، باشگاه ارامنه و باشگاه سینا اجرا کردند.
خانم گوستانیان به همراه همسر هنرمندش بیش از چهل سال در عرصهٔ تئاتر ارمنی فعالیت نمودو وی در نقش‌های بسیاری ظاهر شد که از آن جمله می‌توان بازی در نمایش‌های «ناموس»، «ترپولی»، «گناهکاران بیگناه»، «جوانی دوم»، «مادام کاملیا»، «خیانت» و «ملکهٔ قلعهٔ سقوط کرده» را نام برد. مارگو گوستانیان دومین زن ایرانی است که نمایشنامه‌ای را کارگردانی کرده است.
مارگو نمایشنامه «زن مخوف» را ترجمه کرد. این نمایشنامه در روز شنبه ۱۹۴۲ (۲۷ دی ماه ۱۳۲۰) به کارگردانی وی در چهار پرده در باشگاه ارمنیان اجرا شد.
گروه بازیگران تئاتر ارمنیان تهران در روزهای ۱۹۴۵ (۱۷ و ۱۸ اسفندماه ۱۳۲۳ )نمایشنامه قیصر نوشته لوون شانت را به روی صحنه آوردند. نقش آفرینان این نمایشنامه عبارت بودند از: خانم‌ها: مارگو گوستانیان، آ. آدومیان، ژ. مانار، ر. ماروتیان، آقایان: هراند استپانیان، میشا گوستانیان، و. آدومیان، مانار و و.ه. هاروتیونیان.
سال ۱۹۵۴ (۱۳۲۳) مصادف با سی و پنجمین سال فعالیت تئاتری مارگو گوستانیان بود. در بخش پایانی اجرای نمایشنامه خیانت از وی طی مراسمی تجمیل به عمل آمد.
میشا گوستانیان پس از چهل سال فعالیت ممتد هنری در سال ۱۹۵۱ (۱۳۳۰) در شهر اهواز بدورد حیات گفت. مارگو گوستانیان در سال ۱۹۵۵ (۱۳۳۴) در آبادان بدورد حیات گفت.

## نمایش‌ها
آثار وی عبارت اند از: عاشق غریب (رشت)، جزای خدایی (رشت) و بیش از بیست اثر دیگر (که در تهران و شهرهای دیگر به روی صحنه رفته‌اند).